# Marvin Dienst
Marvin Dienst (ur. 2 marca 1997 w Wormacji) – niemiecki kierowca wyścigowy.

## Życiorys
Po startach w kartingu, Dienst rozpoczął międzynarodową karierę w jednomiejscowych samochodach wyścigowych w 2012 roku od startów w Formule BMW Talent Cup, gdzie zdobył tytuł mistrzowski. W kolejnych dwóch sezonach startował w ADAC Formel Masters, gdzie zajął odpowiednio piąte i czwarte miejsce. W 2015 roku Niemiec zdobył kolejny tytuł mistrzowski. Po zwycięstwie w ośmiu wyścigach i czternastu miejscach na podium Dienst uplasował się na pierwszym miejscu w klasyfikacji generalnej Niemieckiej Formuły 4.

## Wyniki

### Podsumowanie
| Sezon | Seria                  | Zespół                              | Wyścigi | Zwycięstwa | PP | NO | Podium | Punkty | Pozycja |
| ----- | ---------------------- | ----------------------------------- | ------- | ---------- | -- | -- | ------ | ------ | ------- |
| 2012  | Formuła BMW Talent Cup |                                     |         |            |    |    |        | 42     | 1       |
| 2013  | ADAC Formel Masters    | Nehauser Racing                     | 24      | 1          | 0  | 4  | 8      | 186    | 5       |
| 2014  | ADAC Formel Masters    | Mücke Motorsport                    | 24      | 3          | 2  | 2  | 7      | 205    | 4       |
| 2015  | Europejska Formuła 3   | ArtLine Engineering                 | 3       | 0          | 0  | 0  | 0      | 0      | NS†     |
| 2015  | Niemiecka Formuła 4    | HTP Junior Team                     | 24      | 8          | 7  | 6  | 14     | 347    | 1       |
| 2016  | ADAC GT Masters        | bigFM Racing Team Schütz Motorsport | 14      | 0          | 0  | 0  | 1      | 51     | 14      |

† – Dienst nie był klasyfikowany